# Орлик (водохранилище)
О́рлик (Водни-Надрж-Орлик; чеш. vodní nádrž Orlík, nádrž Orlík) — крупнейшее по объёму водохранилище Чехии. Образуется плотиной в среднем течении Влтавы. Располагается на территории районов Писек и Ческе-Будеёвице в Южночешском крае и района Пршибрам в Среднечешском крае. Входит в состав Влтавского каскада.
Гравитационная плотина водохранилища находится на 145 километре от устья реки Влтавы, в 91 км выше Праги. Площадь образуемого ею водохранилища длиной 68 км составляет 2732,7 га, объём — 716,5 млн м³.
Окончательное месторасположение гидроузла «Орлик» было утверждено «Гидроэнергетическим планом Влтавы и Нижней Эльбы», составленным в 1953 году. Первые подготовительные строительные работы начались в 1954 году. В апреле 1957 года была заложена плотина. В 1960 году началось наполнение водохранилища и через три года оно было введено в эксплуатацию. Рекультивационные работы продолжались до 1966 года.
Весь водоем и прилегающая к нему местность активно используются в рекреационных целях, для водных видов спорта и рыболовства.